# Michel Tsiba
Michel Tsiba (Groningen, 21 december 1997) is een Nederlands kunstschaatser, gespecialiseerd in het paarrijden. Hij komt sinds mei 2018 uit met de Russische Daria Danilova. Tsiba is opgegroeid in Zandvoort en heeft Russische en Oekraïense wortels.

## Biografie
Tsiba, zoon van een Russische vader en een Oekraïense moeder, begon op zijn zevende met kunstschaatsen. Hij richtte zich aanvankelijk op het soloschaatsen en werd in 2018 Nederlands kampioen bij de mannen. Later besloot hij zich te specialiseren in het paarrijden. Maar door een gebrek aan Nederlandse paarrijdsters zocht hij over de grens naar een partner.
Sinds mei 2018 schaatst hij met de Russische Daria Danilova. Ze trainen afwisselend in Berlijn, waar Tsiba op zijn achttiende naartoe ging om op een hoger niveau te kunnen trainen, en Moskou. Ze spreken Russisch met elkaar. Het duo werd in 2019 Nederlands kampioen bij de junioren en deed in 2020 mee aan de Europese kampioenschappen in Graz. Hier behaalden ze de finale en werden ze uiteindelijk zestiende. Hun debuut op het WK kunstrijden moest worden uitgesteld vanwege de coronapandemie. Tsiba werd in het voorjaar van 2020 geopereerd aan een gescheurde meniscus.

## Persoonlijke records
Danilova/Tsiba
| records             | punten | datum      | toernooi                 |
| ------------------- | ------ | ---------- | ------------------------ |
| Hoogste totaalscore | 135.71 | 06-12-2019 | CS Golden Spin of Zagreb |
| Hoogste korte kür   | 047.86 | 05-12-2019 | CS Golden Spin of Zagreb |
| Hoogste vrije kür   | 087.85 | 06-12-2019 | CS Golden Spin of Zagreb |

## Belangrijke resultaten
tot 2017/2018 solo, vanaf 2018/19 met Daria Danilova
| Kampioenschap                                        | 12/13 | 13/14 | 14/15  | 15/16  | 16/17 | 17/18 |      | 18/19 | 19/20  | 20/21 | 21/22  | 22/23 |
| ---------------------------------------------------- | ----- | ----- | ------ | ------ | ----- | ----- | ---- | ----- | ------ | ----- | ------ | ----- |
| Wereldkampioenschap                                  |       |       |        |        |       |       |      | *     | 22e    | 9e    | 13e    |       |
| Europees kampioenschap                               |       |       |        |        |       |       |      | 16e   |        | 21e   |        |       |
| Nationaal kampioenschap                              |       |       | Zilver | Zilver |       | Goud  |      | Goud  | Zilver | Goud  | Zilver |       |
| NK junioren                                          | Brons | Goud  |        |        | Goud  |       | Goud |       |        |       |        |       |
| * WK afgelast naar aanleiding van de coronapandemie. |       |       |        |        |       |       |      |       |        |       |        |       |